# ぷるるんクニクニ島
『ぷるるんクニクニ島』（ぷるるんクニクニあいらんど）は、1991年4月11日から同年9月19日までTBS系列局で放送されていたTBS製作のバラエティ番組である。全21回。放送時間は毎週木曜 22:00 - 22:54 （日本標準時）。

## 出演者
- 山田邦子 - 山田は番組中、よく「ぷるるん！」と叫んでいた。
- 美川憲一
- 谷隼人
- 中山仁
- 田中美奈子
- 保坂尚輝
- 柳沢慎吾
- 野々村真
- 岡本夏生
- 渡嘉敷勝男
- 小林千絵
- 福島弓子（当時TBSアナウンサー）
- ほか

## スタッフ
- 構成：豊村剛
- ディレクター：岩村隆史、橋本孝、伊佐野英樹
- プロデューサー：桂邦彦、牛丸謙壱
- 制作協力：IVSテレビ制作
- 製作著作：TBS

## コーナー
噂を信じちゃいけないよ
視聴者から寄せられた芸能界の様々な噂を紹介するコーナー。タイトルは山本リンダのヒット曲「どうにもとまらない」の出だしから取ったもので、オープニングでは同曲がテーマソングとして使われていた。
恋愛裁判
嫌悪関係に陥った男女のどちらが有罪かを決めるコーナー。まず嫌悪関係に至るまでのいきさつが映し出されたあと、裁判所にて検事と弁護人がそれぞれの立場で主張するシーン、そのうえで山田らが話し合って有罪者を決めるという流れだった。

## エンディングテーマ
- 虹がきらい（平松愛理）

## その他
山陰放送では、同日深夜の『筑紫哲也 NEWS23』の後にテレビ朝日の『クニーズへようこそ』が遅れネットで放送されており、近接した時間帯に二度山田の番組を見ることができた（厳密には日付変更を跨いだ翌日）。